# Marmo grechetto
Il marmo grechetto, marmor porinum o marmo greco duro è una tipologia di marmo antico e pregiato, probabilmente di origine greca (venne spesso utilizzato per la realizzazione di statue e sarcofagi).  
Si presenta duro e dalle tonalità bianche, in due varietà: a grana fine e a grana grossa. Caratterizzato da un colore rosato e da scintillanti effetti di rifrangenza conferitigli dalla granulosità del materiale.